# عمو
عمو (در فارسی عامو) یک نسبت خانوادگی است که به برادر پدر گفته می‌شود. این کلمه در گفتار عامیانه به دوستان نزدیک هم گفته می‌شود و گاهی در تداول به شوهر خاله یا شوهر عمه هم می‌گویند.
علامه دهخدا در لغت‌نامه دهخدا ذیل کلمه «عمو» چنین می‌نویسد:
«عم (با زیر ع) عربی است که در تداول فارسی عمو گویند. برادر پدر. عم. افدر. اودر. کاکا. رجوع به عم شود. گاه به مردم عامی یا به دوستان نزدیک خود نیز عمو خطاب کنند:
| رو توکل کن تو با کسب ای عمو |  | جهد میکن کسب میکن مو به مو» |